# Lac Kaawtosiskak
Lac Kaawtosiskak är en sjö i Kanada.   Den ligger i regionen Mauricie och provinsen Québec, i den sydöstra delen av landet, 400 km norr om huvudstaden Ottawa. Lac Kaawtosiskak ligger 401 meter över havet. Arean är 0,30 kvadratkilometer. Den sträcker sig 1,3 kilometer i nord-sydlig riktning, och 0,5 kilometer i öst-västlig riktning.
I omgivningarna runt Lac Kaawtosiskak växer i huvudsak barrskog. Trakten runt Lac Kaawtosiskak är nära nog obefolkad, med mindre än två invånare per kvadratkilometer.